# Bogdan Rzońca

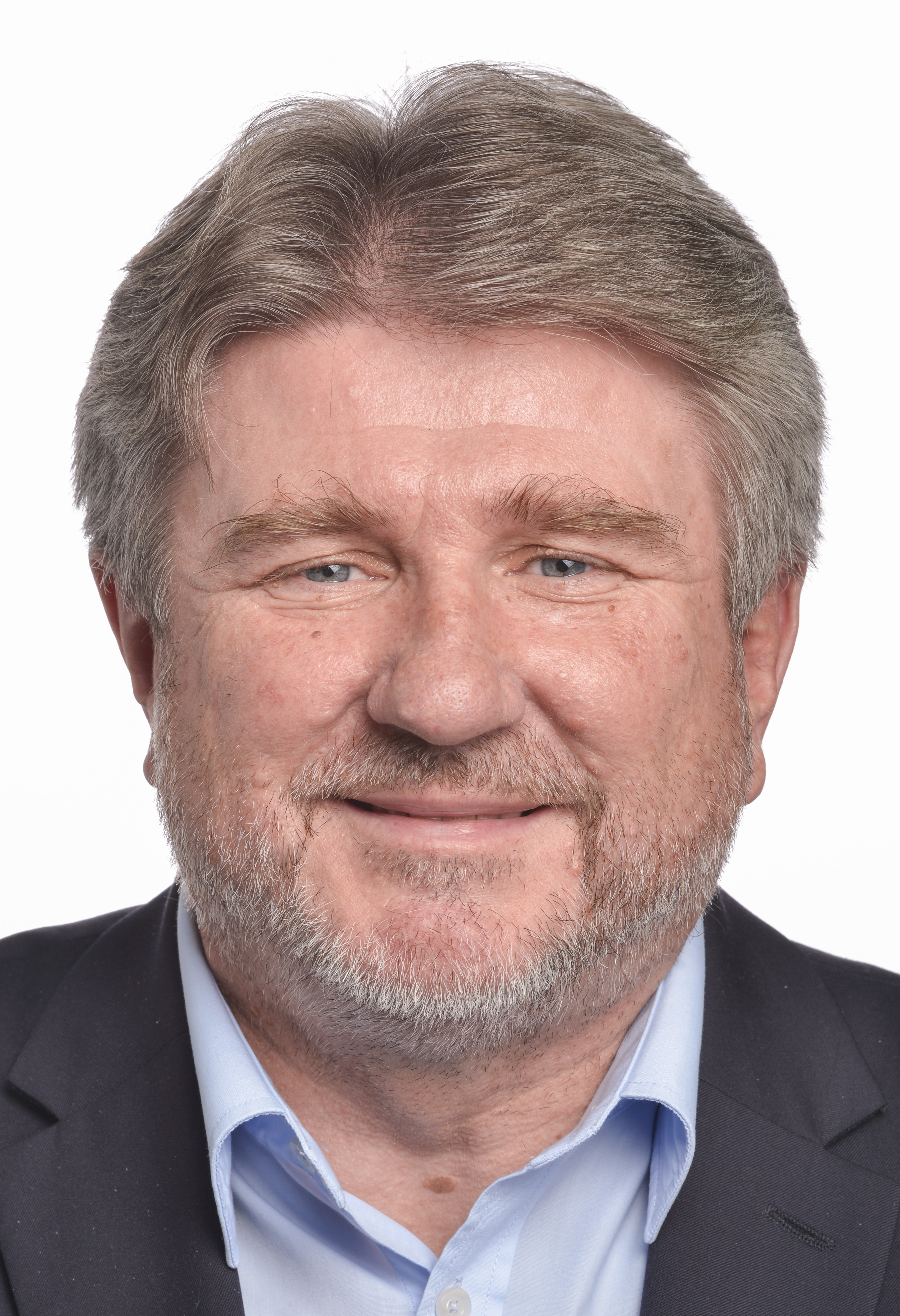
Bogdan Rzońca (2019)

Bogdan Rzońca (* 1. Februar 1961 in Zarzecze bei Dębowiec) ist ein polnischer Politiker, Ökonom und Pädagoge. Er gehört der Partei Prawo i Sprawiedliwość (Recht und Gerechtigkeit) an. Zuvor war er Mitglied der Parteien bzw. Parteienbündnisse Zjednoczenie Chrześcijańsko-Narodowe, Akcja Wyborcza Solidarność und Blok Senat 2001.

## Leben
Bogdan Rzońca war der von 1997 bis 1998 letzte Woiwode der Woiwodschaft Krosno und Woiwodschaftsmarschall der Woiwodschaft Karpatenvorland. Ab 2011 war er Abgeordneter im polnischen Sejm und ab 2019 im Europaparlament. Bei der Europawahl 2024 wurde er erneut gewählt. Im Europaparlament gehört er der Fraktion Europäische Konservative und Reformer an.